# Tres Estelas de Set
Las Tres Estelas de Set es un texto setiano gnóstico escrito en el siglo III d. C., e incluido entre los textos apócrifos del Nuevo Testamento.

## Historia
Las principales copias que aún sobreviven provienen de la Biblioteca de Nag Hammadi, y fueron traducidas y explicadas por Paul Claude, miembro del Grupo de Investigación Nag Hammadi de la Facultad de Teología y Estudios Religiosos de la Universidad Laval (Quebec).
El texto tiene que ver con una revelación hecha a Dositeo sobre tres estelas (texto escrito en piedras especialmente creadas). Muchos estudiosos creen que fueron diseñadas como liturgia.
Se piensa que el texto proviene de la secta setiana de gnósticos (la secta que veía al personaje bíblico Set como su héroe, quién habría reencarnado en Jesús). Otros textos de esta secta incluyen el Apocalipsis de Adán, el Evangelio Apócrifo de Juan, el Trimorfa Protennoia, y el Evangelio Copto de los egipcios.
Se piensa que el texto fue un desarrollo de los gnósticos setianos del siglo III, separándose más del cristianismo y acercándose al Platonismo.
Las Tres Estelas (o Tabletas) de Set son en esencia tres himnos escritos en adoración hacia el ser más abstracto Barbelo, desde la perspectiva del arquetipo de Set (“Emmakha Seth”) y su padre Adán (o “Geradamas”). Las Estelas propiamente dichas fueron presuntamente escritas por Emmakha Set, un arquetipo espiritual de Set, el hijo de Adán y Eva y fundador de la "raza gnóstica" (raza inamovible, Semilla de Set), y por tanto están consideradas pseudoepigráficas. El famoso historiador del siglo I, Flavio Josefo menciona en su Antigüedades una historia en la que Set, Hijo de Adán, deja unas tabletas de piedra inscritas con información esotérica para sus futuros descendientes en las montañas. Una historia muy similar se repite en el Evangelio Egipcio, y otra vez en el Apocalipsis de Adán. Las Tres Estelas de Set puede posiblemente ser entonces un intento de algún autor desconocido por honrar o verificar esta tradición. Sea quien fuere el autor y su origen, los originales ya no existen. La copia existente en el Museo Copto de El Cairo fue traducida del griego al copto en algún momento antes de 352 d. C. Los himnos presuponen una familiaridad con la generalmente aceptada estructura mítica de los gnósticos setianos, tal y como se presenta en el Zostrianos y en el Evangelio Apócrifo de Juan. Las Estelas contienen un total de siete himnos seguidos por instrucciones sobre el uso de los himnos. La primera Estela empieza con un informe de Dositeo explicando cómo vio las tabletas en una visión. Continúa hasta introducir el primer himno.

### Estela 1
La primera Estela asume la voz de Set, y luego la de Set junto con Geradamas (conocido también como Anthropos o Adamas, Adán, el primer hombre en el gnosticismo) alabando a sus respectivos creadores. No es del todo claro si el Himno dos se refiere directamente al Barbelo (la primera emanación de Dios en muchas formas de cosmogonía gnóstica) o al “Uno”, si bien el título apunta a la Barbelo.
Himno 1: El Elogio de Emmakha Set a Geradamas es, como lo indica su título, un himno dedicado a glorificar al padre de Set, Geradamas, más conocido como Adamas o Adán. El Himno se hace desde la perspectiva de Emmakha Set, su arquetipo espiritual, y cuando se refiere a Geradamas, se refiere igualmente al arquetipo espiritual de Adán, que reside en el reino más bajo dentro del Barbelo. Alaba a Geradamas por crearle (esto es, a Set) y a "dios" por crear a Geradamas. Alaba al gran yo originador eón, Barbelo, por “mantenerse en reposo”, jerga filosófica que significa por no cambiar, ser estable, en oposición a la inestabilidad y a lo que está por ser. Prosigue para referirse al Barbelo como engendrado, existente, y glorificado a través del intelecto. Hay un fragmento más bien confuso entre el Verso 120:3 y el final del primer himno:
“ Y tú derivas de una cosa foránea: y ésta preside sobre una cosa foránea. Derivas de una cosa foránea: pues eres [disímil].”
La “cosa foránea” se refiere aquí al Padre Invisible, esto es, al ser más alto en la mitología gnóstica del cual se creó el Barbelo. Un setiano de la raza gnóstica se consideraría a sí mismo un foráneo o extranjero, nacido de extranjeros (aquellos dentro la raza inamovible de Set). El linaje genuino al que el autor se refiere probablemente es el de Adán, quien derivó del Barbelo, quién reside por encima de Adán, Set y el resto de reinos inferiores, mientras que el Barbelo mismo derivó del Padre Invisible. La palabra 'disímil' solo se preserva parcialmente.
Himno 2: El Elogio del Barbelo asume las voces de Geradamas y Set, quienes conjuntamente alaban al Barbelo pues es finalmente allí de donde derivan y donde residen en sus formas de arquetipo espirituales. Hasta este punto se habla del eón del Barbelo como constituido por tres reinos distintos, pero en la línea 19 el autor se refiere a que el Barbelo está dividido en “El quinteto”, refiriéndose al modelo del Barbelo en el evangelio apócrifo de Juan. La línea siguiente incluso menciona que el Barbelo les ha sido dado en “Triple poderío”, indicando las dos estructuras dadas no son necesariamente mutuamente exclusivas. El himno prosigue alabando al Barbelo por emanar del reino superior y para el reino inferior en el que vivimos, el Barbelo residiendo entre nuestro reino y el Padre Invisible. El resto del himno continúa con la tendencia de alabar al Barbelo como perfecto e inmanente.

### Estela 2
La Estela 2 asume las voces colectivas de Set y Geradamas en elogio del Barbelo.
Himno 3: Elogio del Barbelo empieza en la Segunda Estela y continúa alabando al Barbelo como Set y Geradamas, empezando con “Masculino, Virgen, primer eón…”  Verso 121:20 Este himno tiende a enfocarse más en el Barbelo y en que su rol prominente es de ser un auto-reflejo del Uno.
"Eres Uno perteneciendo al Uno: y derivas de su sombra" 122:12

El himno se centra en la autoridad que tiene el Barbelo, así como en sus cualidades que incluyen vitalidad, bondad, bendición, y entendimiento.
Himno 4: Petición al Barbelo el Padre alaba al Barbelo como el padre del universo conocible, la sabiduría (Sophia) y la verdad. Aquí de nuevo se menciona muchas veces la estructura triple como su naturaleza eterna. El Himno parece para ser tener que ver con conocer mejor el Barbelo, lo que parece ser un ansia de los autores.
Himno 5: Acción de gracias al Barbelo es fácilmente el más corto de los Himnos y el himno final de la Segunda Estela. A grandes rasgos dice, “ ¡Has oído!…  ¡Has Salvado!... ¡Damos gracias! ¡Alabamos Siempre! ¡Te glorificaremos!” Como lo indica su título, esta sección sirve como un agradecimiento al Barbelo por mezclarse con la raza iInamovible.

### Estela 3
La Estela 3 asume la voz colectiva de la raza inamovible de los gnósticos, descendencia de Set.
Himno 6: Acción de gracias colectiva y Petición a Barbelo el padre. La tercera estela empieza con un ritmo que es muy reminiscente del quinto himno. Este himno, al tiempo que continúa la tendencia al elogio al gran padre Barbelo es también mucho más contemplativo que los himnos anteriores. Intenta hacer más afirmaciones sobre el Barbelo y cómo solo él se conoce a sí mismo, a través de sí mismo. Este himno también asume más voces que las de Adán y Set (“Todos nosotros te Alabamos”)
Himno 7: Acción de gracias colectiva al Barbelo, adopta la misma pluralidad de voces del sexto himno y esta vez discute su salvación a través de los medios del intelecto concedidos por el Barbelo. Las tendencias a hablar del Barbelo como contenido en sí mismo, estar antes y después de sí mismo, y en general un ser superior glorificado continúan en este himno final. La naturaleza del estilo auténtico de los dos útltimos de Himnos que se acopla con la voz plural parece indicar que estos himnos son específicamente apropiados para su uso dentro de una congregación grande de gnósticos para dar las gracias al Barbelo por dar la salvación a través del conocimiento.

### Las Instrucciones de Dositeo sobre el Uso de los Himnos: La Ascensión Mística
Esta sección final se refiere al ascenso místico del alma de vuelta al Pleroma dentro del Barbelo descrito en el Zostrianos. El silencio al que se refiere es el momento de clímax de la contemplación en la ascensión, donde el alma reside en el tercer y más alto reino dentro del Barbelo, punto en el cual empieza el descenso de vuelta al primer reino donde residen Adán y Set, bendiciendo a los demás reinos de camino allá abajo. El texto indica que aquellos que recuerden y reciten las tabletas y siempre glorifiquen el Barbelo ascenderán al Pleroma, donde deberían estar por derecho.